# المملكة المتحدة وصناعة النفط العراقية
استقطبت احتياطيات النفط العراقية الضخمة اهتمام المملكة المتحدة، وهي دولة ذات طلب مرتفع على النفط (ومعروض منخفض منه). ويعود تاريخ التدخل البريطاني في صناعة النفط العراقية إلى الحرب العالمية الأولى. وقد منح النفوذ السياسي في المنطقة المملكة المتحدة القدرة على تأسيس عدد من شركات النفط في العراق.

## تاريخ
في أوائل القرن العشرين، ازداد استخدام النفط بسرعة. تجلى ذلك لأول مرة خلال الحرب العالمية الأولى، عندما اعتمدت القوى العظمى على النفط لتشغيل السفن والمركبات البحرية حديثة البناء. لم تكن الحاجة إلى النفط مقتصرة على الحرب فحسب، بل كانت ضرورية أيضًا للإنتاج في الاقتصاد المدني. اضطرت بريطانيا إلى اللجوء إلى مصادر أخرى لتلبية احتياجاتها المتزايدة من النفط.
بينما كان القيصر فيلهلم الأول والسلطان العثماني يكافحان لإعادة تأكيد السيادة العثمانية على مشيخة الكويت، أبرم نائب الملك البريطاني للحكومة الاستعمارية في الهند اتفاقية مع الشيخ مبارك الصباح والتي أنشأت محمية بريطانية في الكويت. احتاجت بريطانيا إلى إمدادات من النفط لم تكن خاضعة لسيطرة المنافسين المعاصرين مثل روسيا أو ألمانيا أو هولندا. أراد الأدميرال البريطاني جون فيشر استبدال السفن البحرية البريطانية التي تعمل بالفحم بسفن تعمل بالوقود. كان هذا التحول حاسمًا بالنسبة لمعيار القوتين البريطانيين، والذي نص على أن البحرية البريطانية يجب أن يكون لديها عدد من السفن يساوي الأسطولين التاليين الأكبر مجتمعين. ستسمى السفن الجديدة التي تعمل بالوقود دريدنوت. نظرًا لأن بلاد فارس كانت ضمن نطاق نفوذ بريطانيا، فقد سعت بريطانيا إلى تحقيق مصالحها في الخليج العربي بدلاً من الولايات المتحدة أو المكسيك؛ في ذلك الوقت، سيطرت شركة ستاندرد أويل على 43 في المائة من السوق العالمية. في عام 1909، بعد اكتشاف النفط في إيران ، أصبح ويليام نوكس دارسي مديرًا لشركة النفط الأنجلو فارسية؛ ومع ذلك، ظلت حقوق الامتياز في ولاية الموصل وولاية بغداد بعيدة المنال.
سمحت السيطرة على إمبراطوريتهم الاستعمارية لبريطانيا بضمان استمرار تدفق النفط إلى البلاد. عُرف العراق، من عام 1918 حتى استقلاله عام 1931، باسم العراق الانتدابي. سيطرت بريطانيا على المنطقة الغنية بالنفط وبدأت في التأثير على تطوير نفطها، بما في ذلك ضمان صفقة تجارة النفط.
دخلت بريطانيا في اتفاقية سايكس بيكو عام 1916، وهي اتفاقية سرية مع فرنسا حددت مناطق نفوذ الدولتين في غرب آسيا. اتفقت الدولتان على تقسيم المناطق الخصبة في المنطقة، وأدرك البريطانيون أنهم تنازلوا عن الكثير من المناطق النفطية المحتملة في العراق للفرنسيين. ولتأمين احتياطيات النفط، استولت القوات البريطانية على مدينة الموصل؛ مما أدى إلى صراع على السلطة مع فرنسا. في عام 1927، بدأ البريطانيون التنقيب عن النفط على نطاق واسع واكتشفوا رواسب نفطية كبيرة في المقاطعة المحيطة بالموصل. كما بدأت الولايات المتحدة في إقحام نفسها في صراع السلطة بسبب هدفها المتمثل في تأمين النفوذ في المنطقة. أدى الضغط المتزايد عبر الأطلسي إلى قيام البريطانيين والفرنسيين ببيع بعض حصصهم في الكونسورتيوم للولايات المتحدة. حصل البريطانيون، الذين لا يزالون القوة الاستعمارية المهيمنة، على ما يقرب من نصف احتياطيات النفط العراقية لأنفسهم. استغرقت المفاوضات ست سنوات، وانتهت باتفاقية الخط الأحمر في يوليو 1928.
في وقت لاحق من القرن، كان العراق أحد الأعضاء الخمسة المؤسسين لمنظمة الدول المصدرة للنفط (أوبك) وبدأ في تأميم حقوله النفطية في عام 1961. وبعد تأميم نفطه، أنشأ العراق شركة النفط الوطنية العراقية. وفي عام 1976، وبعد تأميم صناعة النفط، أنشأ العراق وزارة النفط. وكُلفت الوزارة بالتخطيط وإنشاء البنية التحتية للبترول، وتأسيس شركات النفط. زاد العراق من إنتاجه النفطي؛ حيث أصبح ثالث أكبر دولة منتجة للنفط في العالم في عام 1979، بإنتاج بلغ أربعة ملايين برميل يوميًا. أدت زيادة إنتاج النفط إلى إنشاء شركة نفط عراقية شاركت فيها شركات شل وبريتش بتروليوم وموبيل وإكسون. وكانت الشركة تحتكر إنتاج النفط العراقي.

## دور النفط في العراق
يمكن اعتبار النفط، كمورد طبيعي وسلعة، عاملاً مساهماً في الحرب. في حربي الخليج والعراق، كان النفط وتدفقه إلى الدول الأخرى من العوامل التي أخذتها العراق والدول الأخرى المشاركة في الصراع في الاعتبار. ورغم أن التغيرات السياسية والعقوبات الاقتصادية والحرب خلقت حالة من عدم الاستقرار في إنتاج النفط العراقي، إلا أن إنتاجه قد يؤثر على اتجاهات النفط المستقبلية. ووفقاً لجيمس إليري، المسؤول الكبير في الجيش البريطاني في العراق، فإن "العراق يمتلك مفتاح الاستقرار في المنطقة، بفضل عدد سكانه الكبير نسبياً والمستهلك"، وامتلاكه "ثاني أكبر احتياطي من النفط - غير مستغل بالكامل"، وموقعه الجيوستراتيجي "على الطرق بين آسيا وأوروبا والجزيرة العربية وشمال إفريقيا ... طريق الحرير".
في بداية الصراع الدائر في العراق ، بلغت قدرة البلاد على إنتاج النفط ما بين 2.5 و2.7 مليون برميل يوميًا. وانخفض التقدير إلى 1.5 مليون برميل يوميًا في عام 2003 وارتفع مرة أخرى إلى 2.06 مليون برميل يوميًا في أوائل عام 2006. تقدر وكالة الطاقة الدولية الطاقة الإنتاجية العراقية الحالية بأقل من خمسة ملايين برميل يوميًا. ومن المتوقع أن يرتفع هذا الرقم إلى 6.5 مليون برميل يوميًا بحلول عام 2022، حيث اتفقت بغداد وشركات النفط على تعزيز إنتاج النفط الخام في البلاد.

### المصالح الاقتصادية والآثار المترتبة عليها
النفط الخام، أحد أهم مصادر الإيرادات للحكومة العراقية، سيستمر تقديره في المستقبل المنظور بسبب افتقار البلاد إلى خيارات التنويع. ووفقًا للبنك الدولي، فإن أكثر من 65 في المائة من الناتج المحلي الإجمالي للعراق لعام 2016 مشتق من قطاع النفط. وجاء تسعون في المائة من إيرادات الحكومة العراقية لعام 2016 من النفط، الذي يشكل ما يقرب من جميع صادرات العراق.  وعلى الرغم من زيادة الاستثمار في النفط مؤخرًا، إلا أن الحكومة بحاجة إلى خفض النفقات بسبب انخفاض أسعار النفط (انخفاض بنسبة 63 في المائة بين عامي 2014 و2016) وتركز على الاستثمارات غير النفطية.
كان لاعتماد العراق على النفط الخام آثار سلبية على البلاد وجعله محورًا للنقاش الدولي. وقد تجلى ذلك في اتفاقية خفض إنتاج أوبك لعام 2016، حيث وافقت جميع الدول الأعضاء الـ 14 في المنظمة على خفض إنتاج النفط إلى 32.5 مليون برميل يوميًا لتحقيق الاستقرار في انخفاض أسعار النفط، مما أدى إلى مزيد من المناقشات حول اعتماد العراق على النفط. وقال وزير النفط العراقي جبار اللعيبي في مقابلة عام 2016 إن احتياطيات بلاده من النفط الخام أكبر من المتوقع، حيث توسعت التقديرات السابقة من 143 مليار برميل إلى 153 مليار برميل. وإذا ثبتت صحة ذلك، فسيكون لدى العراق أكبر احتياطيات نفطية في العالم.

## المصالح التجارية بعد عام 2003

البنية التحتية للنفط والغاز في العراق

كان للصراع في العراق، الذي بدأ مع غزو العراق عام 2003، آثارٌ كبيرة على وضع النفط في البلاد. فقد عانى العراق وصناعته النفطية من الحروب والعقوبات، مما زاد من الحاجة إلى التعاون والاستثمار الدوليين. كما تأثرت عمليات أبرز شركتي النفط البريطانيتين، بي بي ورويال داتش شل، في منطقتي كركوك والرميلة بالصراع، وتطورت.

### كركوك
حقل كركوك النفطي، في شمال العراق بالقرب من كركوك، يبلغ طوله أكثر من 100 كيلومتر وعرضه يصل إلى أربعة كيلومترات، وتقدر احتياطياته بحوالي تسعة مليارات برميل من النفط. وهو أحد أكبر حقول النفط في العراق. وبسبب الصراع بين حكومة إقليم كردستان وبغداد، أصبح النفط من حقل كركوك قضية متنازع عليها. وبعد أن سيطرت قوات البيشمركة الكردية على كركوك وحقولها النفطية في عام 2014، أعادت الحكومة المركزية احتلال المنطقة في أكتوبر 2017 بعد أن تجاهلت قوات البيشمركة الموعد النهائي العراقي للانسحاب من المنطقة. وعلى الرغم من أن شركة نفط الشمال المملوكة للعراق قد تولت الإنتاج في حقل نفط كركوك، إلا أن حكومة إقليم كردستان لا تزال تسيطر على الأجزاء الشمالية من الحقل.
في أوائل عام 2018، وقعت الحكومة العراقية وشركة بي بي مذكرة تفاهم بهدف زيادة إنتاج كركوك إلى المستوى المنشود وهو 750 ألف برميل يوميًا. وأعلنت بي بي أن الشركة ستقدم الدعم التكنولوجي والخبرة لتطوير الحقل. وفي أواخر فبراير 2018، توصلت الحكومة العراقية وحكومة إقليم كردستان إلى اتفاق بشأن إنتاج وتصدير النفط من كركوك. وفي 7 مايو 2018، قال وزير النفط جبار اللعيبي إن شركة بي بي وقعت اتفاقية مع شركة نفط الشمال العراقية في مدينة البصرة جنوب العراق لرفع الطاقة الإنتاجية من ستة حقول في منطقة كركوك إلى ما مجموعه أكثر من مليون برميل يوميًا.

### الرميلة
يقع حقل الرميلة النفطي في منطقة البصرة الجنوبية، بالقرب من الحدود مع الكويت . يبلغ طوله ثمانية وثلاثين كيلومترًا وعرضه 12 كيلومترًا، ويحتوي على ما يقدر بنحو 17.7 مليار برميل من النفط. يُعد حقل الرميلة أحد أكبر حقول النفط في العالم، ويمثل حوالي ثلث إنتاج النفط العراقي.  في عام 2009، تُعُقِدَ من الباطن مع شركة بي بي لتطوير 38 في المائة من الحقل  طُوِّر حقل الرميلة من قبل شركة بي بي وشريكتها الصينية سي إن بي سي، ويولد 1.45 مليون برميل يوميًا. ووفقًا لمدير حقل الرميلة محمد حسن، "خطتنا لعام 2018 هي زيادة الإنتاج بحوالي 50000 برميل يوميًا بعد زيادة عمليات حقن المياه وبدء منشآت طاقة جديدة في الرميلة".

### غرب القرنة-1
يحتوي حقل غرب القرنة-1، في جنوب العراق، على احتياطي يبلغ حوالي 8.7 مليار برميل من النفط. في عام 2009، مُنحت شركة شل 15 في المائة من الحقل للتطوير. تنتج شركة إكسون موبيل، التي تدير حقل غرب القرنة-1، حوالي 405000 برميل يوميًا.

### مجنون
يقع حقل مجنون النفطي في جنوب العراق على 60 كيلومتر (37 ميل) العراقية. طوله 15 كيلومتر (9.3 ميل)يبلغ عرضه ويحتوي على حوالي 13 مليار برميل من النفط. في عام 2009، تعاقدت شركة شل على تشغيل نسبة 45% من حقل مجنون. كان من المقرر أن توقف شركة شل عملياتها في مجنون في يونيو 2018 عند تسليمها لشركة نفط البصرة المملوكة للدولة.

### تحقيق العراق
بدأت لجنة التحقيق في حرب العراق، المعروفة أيضًا باسم لجنة تشيلكوت، للتحقيق في مشاركة بريطانيا في حرب العراق. ونُشر تقريرها عام 2016. ووفقًا للتحقيق، لعبت مصالح الطاقة البريطانية دورًا في اتخاذ الحكومة قرارًا بشأن غزو العراق. ووفقًا للتقرير، كانت الحرب مدفوعة بمعلومات استخباراتية تفيد بأن صدام حسين يمثل خطرًا؛ ومع ذلك، لم تُستنفد البدائل الدبلوماسية لاحتوائه. التقى مسؤولون حكوميون بريطانيون بمسؤولي شركتي بي بي وشل قبل وأثناء الغزو لمناقشة مصالح الشركات ووجهات نظرها بشأن النفط العراقي.
في 2 أكتوبر 2002، التقى مدير الشرق الأوسط وشمال أفريقيا في وزارة الخارجية وشؤون الكومنولث إدوارد تشابلن مع توني ويلدج (نائب الرئيس الأول لشركة شل للأعمال الجديدة في الشرق الأوسط) لمناقشة أهمية النفط العراقي لشركة شل وبي بي. التقت البارونة ليز سيمونز، وزيرة الدولة للتجارة، بمسؤولي بي بي ريتشارد بانيجويان وتوني رينتون ومسؤولي شل في 31 أكتوبر لمناقشة مخاوفهم من التخلف عن الركب في مجال النفط العراقي. وافقت سيمونز على معالجة القضية مع ممثلي الولايات المتحدة، وأخبرت بي بي أنه يجب منح حصة عادلة من النفط والغاز العراقيين للشركات البريطانية بسبب تحالف المملكة المتحدة مع (والتزامها) بالخطط الأمريكية لتغيير النظام. في 4 ديسمبر، التقت سيمونز مرة أخرى بمسؤولي بي بي وأُطلِعَت على الصعوبات التي تواجهها بي بي ومخاوفها بشأن السياسات الأمريكية بشأن آفاق النفط العراقي المستقبلية والتخطيط. في السادس من نوفمبر، التقى المدير العام للشؤون الأوروبية والاقتصادية بوزارة الخارجية مايكل آرثر مع مسؤول شركة بي بي ريتشارد بانيجويان لمناقشة الفرص المتاحة لشركة بي بي بعد تغيير النظام.
في 18 مارس/آذار 2003، عقب غزو العراق، التقى وكيل وزارة الخارجية وشؤون الكومنولث الدائم، مايكل جاي، بالرئيس التنفيذي لشركة بي بي، جون براون. وأعرب براون عن استعداد بي بي لتجديد منشآت النفط العراقية. وسيكون التطوير طويل الأمد أكثر تعقيدًا، تبعًا لحكومة/وضع ما بعد الغزو. وفي 6 سبتمبر/أيلول 2004، تناولت مذكرة داخلية بين موظفي الخدمة المدنية البريطانية الآفاق الاقتصادية والمزايا التي تتمتع بها الشركات البريطانية في قطاع الطاقة العراقي. وعندما التقى إدوارد تشابلن مع إياد علاوي (رئيس الوزراء العراقي المؤقت) في 13 ديسمبر/كانون الأول 2004، أثار "مصالح بي بي وشل" في صناعة النفط العراقية.
انتقد الصحفيان جريج موتيت وديفيد وايت الاهتمام الضئيل الذي أولته لجنة التحقيق في العراق للتحقيق في الدور الذي ربما لعبته مصالح الطاقة والنفط البريطانية في قرار المملكة المتحدة بالانضمام إلى غزو العراق في عام 2003. ووفقًا لوايت، فشل التحقيق في معالجة "الدوافع السياسية والاقتصادية" بخلاف أسلحة الدمار الشامل وكان متحيزًا.